# Roma - Un grande impero
Roma - Un grande impero (Les Fils de Rome) è una serie televisiva a disegni animati francese. La sigla della versione italiana è scritta da Alessandra Valeri Manera (testo) e da Franco Fasano (musica), cantata da Cristina D'Avena con la partecipazione dei Piccoli Cantori di Milano, Nadia Biondini, Silvio Pozzoli, Marco Gallo e Cristina Paltrinieri.

## Trama
Il tirannico imperatore Domiziano è stato deposto dal Senato, che ha instaurato il nobile Traiano al suo posto. Contro il nuovo imperatore, però, si staglia una cospirazione ai suoi danni, perpetrata dalla XVIII legione. Toccherà a due giovani, i fratelli Sirio e Sophia, fermare il complotto.

## Personaggi e doppiatori
| Personaggio | Doppiatore italiano |
| ----------- | ------------------- |
| Sirio       | Simone D'Andrea     |
| Marcus      | Diego Sabre         |
| Liana       | Cinzia Massironi    |
| Dago        | Mario Zucca         |
| Letizia     | Elisabetta Spinelli |
| Sophia      | Federica Valenti    |